# Pedri
Pedro González López (sinh ngày 25 tháng 11 năm 2002), thường được biết đến với tên gọi Pedri, là một cầu thủ bóng đá chuyên nghiệp người Tây Ban Nha hiện đang thi đấu ở vị trí tiền vệ cho câu lạc bộ La Liga Barcelona và đội tuyển bóng đá quốc gia Tây Ban Nha. Nổi tiếng nhờ lối chơi giàu kỹ thuật, khả năng kiểm soát bóng tốt và nhãn quan chiến thuật siêu hạng, anh được đánh giá là một trong những tiền vệ xuất sắc nhất thế giới trong thế hệ của mình.

## Sự nghiệp câu lạc bộ

### Las Palmas
Sinh ra tại Tegueste, Tenerife, Quần đảo Canary, Pedri gia nhập hệ thống đào tạo bóng đá trẻ của Las Palmas vào năm 2018 từ CF Juventud Laguna. Ngày 15 tháng 7 năm 2019, khi mới 16 tuổi, anh đã ký hợp đồng chuyên nghiệp 4 năm với câu lạc bộ và được huấn luyện viên Pepe Mel đôn lên đội một.
Pedri có trận đấu chuyên nghiệp đầu tiên vào ngày 18 tháng 8 năm 2019, khi ra sân trong trận thua 0–1 trên sân nhà trước Huesca tại Segunda División. Bàn thắng chuyên nghiệp đầu tiên được anh ghi vào lưới Sporting de Gijón ngày 19 tháng 9 và trở thành cầu thủ trẻ nhất ghi bàn trong lịch sử Las Palmas khi mới 16 tuổi, 9 tháng và 23 ngày.

### Barcelona
Ngày 2 tháng 9 năm 2019, Barcelona đã đạt được thỏa thuận với Las Palmas về việc chuyển nhượng Pedri. Thoả thuận này có hiệu lực kể từ ngày 1 tháng 7 năm 2020. Pedri đã đồng ý ký hợp đồng 5 năm với câu lạc bộ xứ Catalan, mức phí chuyển nhượng là 5 triệu €.
Được điền tên vào danh sách tham dự La Liga 2020-21 và mang áo số 16, Pedri đã ra mắt Barca và La Liga vào ngày 27 tháng 9 khi thay thế Philippe Coutinho trong trận thắng 4–0 trên sân nhà trước Villarreal. Anh có lần đầu đá chính trong trận thua 0-1 trước Getafe vào ngày 17 tháng 10.
Pedri ghi bàn thắng đầu tiên cho câu lạc bộ vào ngày 20 tháng 10 năm 2020, trong chiến thắng 5–1 trước Ferencvárosi TC tại khuôn khổ vòng bảng UEFA Champions League, sau khi vào sân thay cho Ansu Fati ở phút 61. Ngày 7 tháng 11, trong chiến thắng 5–2 trên sân nhà trước Real Betis, anh ghi bàn thắng đầu tiên ở La Liga sau pha kiến tạo của Sergi Roberto. Ngày 6 tháng 1 năm 2021, anh đánh đầu ghi bàn vào lưới Athletic Bilbao và kiến tạo bàn thắng thứ 2 trong trận thắng 3–2 tại San Mamés.
Vào ngày 17 tháng 4, Pedri đã giành được danh hiệu đầu tiên trong sự nghiệp cao cấp của mình sau khi Barcelona đánh bại Athletic Bilbao 4–0 trong Chung kết Copa del Rey 2021. Vào ngày 8 tháng 5, ở 18 tuổi 164 ngày, Pedri có lần ra sân thứ 50 cho Barcelona trên mọi đấu trường khi anh đá chính trong trận hòa 0–0 trước Atlético Madrid tại Camp Nou, do đó trở thành cầu thủ trẻ thứ hai cầu thủ đạt được cột mốc này sau Bojan Krkić, 18 tuổi 3 ngày vào thời điểm anh ấy đạt 50 lần ra sân. Vào giữa tháng 10 năm 2021, Pedri đã ký hợp đồng mới với Barcelona, trong đó có điều khoản giải phóng kỷ lục 1 tỷ euro (1,57 tỷ đô la). Vào ngày 29 tháng 11, Pedri đã giành được Kopa Trophy 2021, được trao tặng bởi France Football cho cầu thủ dưới 21 tuổi xuất sắc nhất. Vào ngày 13 tháng 2 năm 2022, Pedri ghi bàn thắng Derbi barceloní nhanh nhất trong thế kỷ 21, 75 giây trong trận hòa 2–2 trước Espanyol.
Vào ngày 14 tháng 4 năm 2022, Pedri dính chấn thương gân khoeo trong trận tứ kết lượt về giữa Barcelona với Frankfurt và họ bị loại. Sau đó, có thông báo rằng Pedri có thể bỏ lỡ phần còn lại của mùa giải.

## Sự nghiệp quốc tế

### U-21 Tây Ban Nha
Vào ngày 21 tháng 8 năm 2020, Pedri được gọi vào đội tuyển U-21 Tây Ban Nha; sau đó, anh đã có trận ra mắt vào ngày 3 tháng 9 trong chiến thắng 1–0 trên sân khách trước Macedonia trong trận đấu vòng loại U-21 châu Âu 2021.

### Tây Ban Nha
Vào tháng 3 năm 2021, Pedri nhận được huấn luyện viên Luis Enrique triệu tập đầu tiên vào đội tuyển Tây Ban Nha để đá vòng loại World Cup 2022. Anh đã có trận ra mắt vào ngày 25 tháng 3 trong trận đấu với Hy Lạp.

#### Euro 2020
Vào ngày 24 tháng 5 năm 2021, Pedri đã được Enrique điền tên vào vào danh sách tham dự UEFA Euro 2020. Vào ngày 14 tháng 6, anh trở thành cầu thủ trẻ nhất của Tây Ban Nha thi đấu tại tại Giải vô địch châu Âu, khi anh đá chính trong trận hòa 0–0 trước Thụy Điển khi vừa tròn 18 tuổi, 6 tháng và 18 ngày, phá vỡ kỷ lục trước đó của Miguel Tendillo tại Euro 1980. Vào ngày 28 tháng 6, Pedri trở thành cầu thủ trẻ nhất góp mặt trong vòng đấu đấu loại trực tiếp tại Giải vô địch bóng đá châu Âu khi anh đá chính ở vòng 16 trước Croatia, 18 tuổi 215 ngày; tuy nhiên, anh đã phản lưới nhà khi thủ môn Unai Simón không kiểm soát được đường chuyền dài của anh. Tây Ban Nha cuối cùng đã giành chiến thắng với tỷ số 5–3 trong hiệp phụ. Anh ấy chỉ nghỉ một phút trong sáu trận đấu của Tây Ban Nha, và góp công lớn trong việc Tây Ban Nha vào đến bán kết, nơi họ bị đánh bại 4–2 trên chấm luân lưu bởi đội tuyển Ý sau 1–1 hòa sau hiệp phụ; trong trận đấu sau đó, anh đã có 65 đường chuyền chính xác trong số 66 đường chuyền mà anh thực hiện. Với màn trình diễn của mình, anh đã được bầu chọn là Cầu thủ trẻ xuất sắc nhất giải, và là cầu thủ Tây Ban Nha duy nhất của giải đấu có tên trong Đội hình tiêu biểu của Giải.

#### Thế vận hội mùa hè 2020
Vào ngày 29 tháng 6 năm 2021, Pedri được triệu tập vào đội Olympics Tây Ban Nha cho Thế vận hội mùa hè 2020. Việc đưa Pedri vào đội hình tham dự Olympic đã khiến Barcelona chỉ trích, với việc huấn luyện viên Ronald Koeman cho rằng quyết định gọi Pedri tham dự hai giải đấu quốc tế trong cùng một mùa hè là "quá nhiều". Vào ngày 22 tháng 7, Pedri đã chơi trọn vẹn 90 phút trong hoà 0–0 của Tây Ban Nha trước Ai Cập. Trận đấu đó là trận thứ 66 của Pedri trong mùa giải. Trong trận chung kết, Tây Ban Nha đã để thua 2–1 trước Brazil trong hiệp phụ; đó là trận đấu thứ 73 của Pedri trong mùa giải.

## Phong cách thi đấu
Pedri được giới truyền thông bóng đá đánh giá là một trong những cầu thủ trẻ triển vọng nhất thế giới. Mặc dù anh thường được các chuyên gia miêu tả là một cầu thủ chạy cánh, nhưng Pedri thường chơi ở vai trò tự do, điều này cho phép anh tung hoành trên sân; Anh ấy thích chiếm lĩnh các khu vực trung tâm và hoạt động giữa các tuyến, mặc dù anh ấy cũng có khả năng di chuyển rộng và chạy về phía đường biên để tạo cơ hội cho đồng đội. Anh thậm chí còn lùi sâu xuống hàng thủ để nhặt bóng. Anh ấy thường ngồi ở cánh trái hoặc cánh phải, hoặc thậm chí là số 8. Thật vậy, mặc dù ban đầu anh ấy chơi ở vị trí tiền vệ cánh, nhưng sau đó anh ấy đã được chuyển sang đá tiền vệ trung tâm, mặc dù anh ấy cũng có khả năng chơi như một tiền vệ tấn công, cũng như trong một số vai trò tiền vệ và tấn công khác. Anh ấy cũng đôi khi được sử dụng ở vị trí tiền vệ phòng ngự và thậm chí là trung vệ. Pedri là một cầu thủ nhanh nhẹn, thông minh, sáng tạo và chăm chỉ. chơi bóng cuối cùng hoặc những đường chuyền xuyên phá, giúp anh ấy trở thành một tiền vệ kiến thiết hiệu quả. Ngoài ra, anh còn được đánh giá cao ở khả năng rê bóng , sức bền, sự điềm tĩnh trước áp lực và khả năng chơi bóng bằng cả hai chân. Vai trò của anh ấy đã được ví như vai trò của một memeala trong giới truyền thông thể thao Ý. Bộ khung, phẩm chất, vị trí và phong cách chơi bóng nhỏ của anh ấy đã khiến anh ấy được so sánh với các cựu cầu thủ Barcelona như Xavi, Andrés Iniesta, Michael Laudrup, và Lionel Messi.

## Thống kê sự nghiệp

### Câu lạc bộ
Tính đến ngày 26 tháng 5 năm 2024
| Câu ;ạc bộ          | Mùa giải            | Giải vô địch        | Giải vô địch | Giải vô địch | Cúp quốc gia | Cúp quốc gia | Châu lục | Châu lục | Khác | Khác | Tổng cộng | Tổng cộng |
| Câu ;ạc bộ          | Mùa giải            | Hạng đấu            | Trận         | Bàn          | Trận         | Bàn          | Trận     | Bàn      | Trận | Bàn  | Trận      | Bàn       |
| ------------------- | ------------------- | ------------------- | ------------ | ------------ | ------------ | ------------ | -------- | -------- | ---- | ---- | --------- | --------- |
| Las Palmas          | 2019–20             | Segunda División    | 36           | 4            | 1            | 0            | —        | —        | —    | —    | 37        | 4         |
| Barcelona           | 2020–21             | La Liga             | 37           | 3            | 6            | 0            | 7        | 1        | 2    | 0    | 52        | 4         |
| Barcelona           | 2021–22             | La Liga             | 12           | 3            | 1            | 1            | 8        | 1        | 1    | 0    | 22        | 5         |
| Barcelona           | 2022–23             | La Liga             | 26           | 6            | 1            | 0            | 6        | 0        | 2    | 1    | 35        | 7         |
| Barcelona           | 2023–24             | La Liga             | 24           | 4            | 2            | 0            | 6        | 0        | 2    | 0    | 34        | 4         |
| Barcelona           | Tổng cộng           | Tổng cộng           | 99           | 16           | 10           | 1            | 27       | 2        | 7    | 1    | 143       | 20        |
| Tổng cộng sự nghiệp | Tổng cộng sự nghiệp | Tổng cộng sự nghiệp | 135          | 20           | 11           | 1            | 27       | 2        | 7    | 1    | 180       | 24        |

1. 1 2  Ra sân tại UEFA Champions League
2. 1 2 3 4  Appearance(s) in Supercopa de España
3. ↑  Two appearances in UEFA Champions League, six appearances and one goal in UEFA Europa League
4. ↑  Five appearances in UEFA Champions League, one appearance in UEFA Europa League

### Quốc tế
Tính đến ngày 14 tháng 7 năm 2024
| Đội tuyển quốc gia | Năm       | Trận | Bàn |
| ------------------ | --------- | ---- | --- |
| Tây Ban Nha        | 2021      | 10   | 0   |
| Tây Ban Nha        | 2022      | 8    | 0   |
| Tây Ban Nha        | 2024      | 6    | 2   |
| Tổng cộng          | Tổng cộng | 24   | 2   |

Bàn thắng và kết quả của Tây Ban Nha được để trước.
| # | Ngày               | Địa điểm                                              | Đối thủ     | Bàn thắng | Kết quả | Giải đấu |
| - | ------------------ | ----------------------------------------------------- | ----------- | --------- | ------- | -------- |
| 1 | 8 tháng 6 năm 2024 | Sân vận động Mallorca Son Moix, Mallorca, Tây Ban Nha | Bắc Ireland | 1–1       | 5–1     | Giao hữu |
| 2 | 8 tháng 6 năm 2024 | Sân vận động Mallorca Son Moix, Mallorca, Tây Ban Nha | Bắc Ireland | 3–1       | 5–1     | Giao hữu |

## Danh hiệu

### Câu lạc bộ

#### Barcelona
- La Liga: 2022–23, 2024-2025
- Copa del Rey: 2020–21
- Siêu cúp bóng đá Tây Ban Nha: 2022–23

### Quốc tế

#### Olympic Tây Ban Nha
- Huy chương Bạc Thế vận hội Mùa hè 2020

#### Tây Ban Nha
- UEFA European Championship: 2024[43]

### Cá nhân
- Đội hình đột phá UEFA Champions League: 2020[44]
- Cầu thủ trẻ xuất sắc nhất UEFA Euro: 2020
- Đội hình tiêu biểu của UEFA Euro: 2020
- Trofeo Aldo Rovira: 2020–21[45]
- Cậu bé vàng (Golden Boy): 2021[46]
- Kopa Trophy: 2021
- IFFHS World's Best Youth (U-20) Player: 2021[47]
- Premi Barça Jugadors: 2021–22[48]
- Trofeo Aldo Rovira: 2020–21[49]
- Đội hình xuất sắc nhất mùa giải La Liga: 2021-22,[50],2022-23[51]